# Pétionville
Pétionville, eller Pétion-Ville, är en ort i Haiti.   Den ligger i departementet Ouest, i den södra delen av landet, 6 km sydost om huvudstaden Port-au-Prince. Pétionville ligger 389 meter över havet och antalet invånare är 283 052.
Terrängen runt Pétionville är varierad, och sluttar norrut. Runt Pétionville är det mycket tätbefolkat, med 1 411 invånare per kvadratkilometer. Närmaste större samhälle är Port-au-Prince, 6,0 km nordväst om Pétionville. Omgivningarna runt Pétionville är en mosaik av jordbruksmark och naturlig växtlighet.
De privata och bevakade stadsdelarna i Pétion-Ville liknar en haitisk version av Beverly Hills. Samhället är mycket stabilt, med nattliv och affärer med västerländsk normalitet. Staden som ligger på en sluttning har många nattklubbar, skönhetssalonger, gym och restauranger. Företag som  tillgodoser turister är vanliga, och fester och sammankomster äger ofta rum nattetid. Anläggningar är ofta värd för ett stort antal utlänningar. Hotellet "El Rancho" byggdes på Albert Silveras privata egendom, en lyxbilsamlare som var en av pionjärerna inom Haitis hotellindustri. 